# Lorenzo Scupoli
Lorenzo (Wawrzyniec) Scupoli, (ur. około 1530 w Otranto, zm. 28 listopada 1610) – filozof i duchowny, autor Il combattimento spirituale (Walki duchowej).

## Życiorys
Pochodził z Otranto w Apulii. Na chrzcie otrzymał imię Franciszek. Będąc już w sile wieku, w 1569, wstąpił do zakonu teatynów. Święcenia kapłańskie otrzymał wyjątkowo szybko, bo już po ośmiu latach.
W 1585 oskarżono go o naruszenie reguły zakonnej. Trafił na rok do więzienia i utracił prawo do pełnienia urzędu kapłańskiego. Ostatecznie został jednak oczyszczony z zarzutów, chociaż musiał czekać na to niemal do samej śmierci. Niesłuszne oskarżenia i kary znosił z pokorą i męstwem, ofiarując swoje cierpienie w różnych intencjach.

## Walka duchowa
W 1589 ukazało się w Wenecji pierwsze wydanie jego dzieła życia. Od razu zdobyło ono sobie wielkie uznanie. W ciągu pierwszych dwudziestu lat zostało wydane 60 razy i przetłumaczone na język niemiecki, łacinę, francuski, angielski i hiszpański. Wkrótce powstały również przekłady: portugalski, chorwacki, polski, armeński, grecki, arabski i japoński. W XIX wieku rosyjski mnich Teofan stworzył na jego podstawie dzieło Bój niewidzialny, które wywarło ogromny wpływ na prawosławie. Do dziś ukazało się już około 600 wydań Walki duchowej.
Walka duchowa jest praktycznym podręcznikiem życia. Uczy on przede wszystkim, że jego sensem jest nieustanna walka z egoistycznymi zachciankami, które trzeba zastąpić ofiarną miłością. Kto nie podejmuje tej walki, ten ponosi klęskę i cierpi w piekle, a kto walczy – ufając nie we własne siły, ale w moc Boga – ten triumfuje i jest szczęśliwy w niebie. Książka Scupolego analizuje różne codzienne sytuacje i radzi jak wyjść z nich zwycięsko, z czystym sumieniem i doskonalszą cnotą. Podkreśla ona także nieskończoną dobroć Boga, który jest dawcą wszystkiego, co dobre. To, co złe, pochodzi według niego od człowieka, który sprzeciwia się Bogu.

## Polskie wydania
- Wawrzyniec Scupoli: Walka duchowa. W: Arcydzieła duchowości chrześcijańskiej. Wydawnictwo AA, 2020. ISBN 978-83-7864-123-0. Brak numerów stron w książce